# Hermesmühle

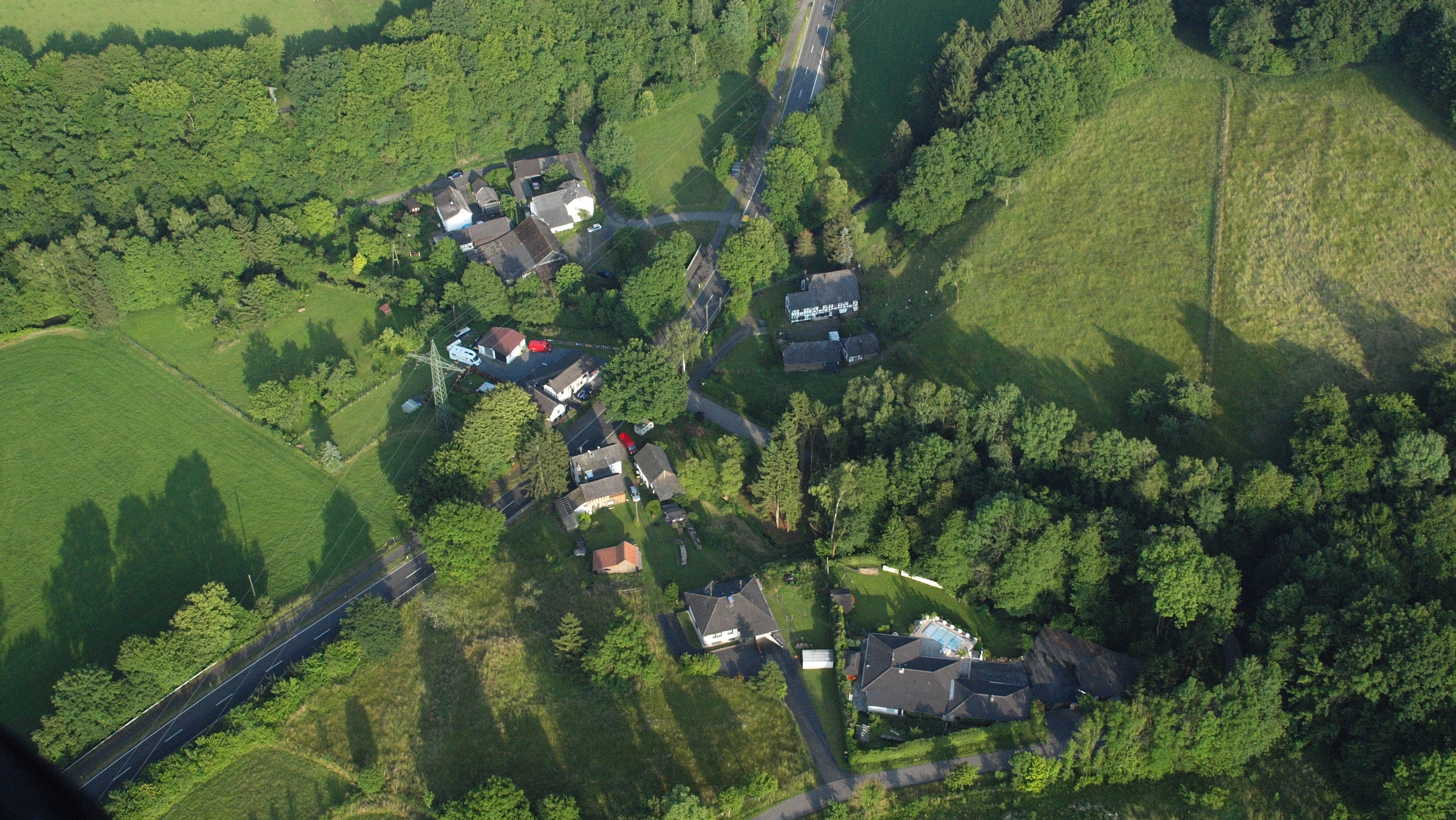
Hermesmühle, Luftaufnahme (2015)

Hermesmühle ist ein Ortsteil der Stadt Hennef (Sieg) im Rhein-Sieg-Kreis in Nordrhein-Westfalen.

## Lage
Der Ort liegt in einer Höhe von 120 Metern über N.N. im Hanfbachtal, am Schnittpunkt der Gemarkungen Kurscheid (nordwestlicher Teil), Lichtenberg (nordöstlicher Teil) und Wellesberg (südwestlicher Teil). Nachbarorte sind Zumhof im Osten und Wiederschall im Norden. Durch den Ort führt die Landesstraße 125.

## Geschichte
1910 gab es in Hermesmühle die Haushalte Ackerer Peter Langenfeld senior und Steinbrucharbeiter Peter Langenfeld junior.
Bis 1934 gehörte Hermesmühle zur Gemeinde Geistingen.